# Jorge Juan II del Palatinado-Lützelstein-Guttenberg
Jorge Juan II del Palatinado-Lützelstein-Guttenberg (en alemán: Georg Johann II) (Lützelstein, 24 de junio de 1586-29 de septiembre de 1654) fue un co-duque de Veldenz desde 1592 hasta 1598 y duque de Guttenberg desde 1598 hasta 1611, y duque de Lützelstein-Guttenberg desde 1611 hasta 1654.

## Vida
Jorge Juan II nació como el hijo más joven de Jorge Juan I, conde Palatino de Lützelstein. Su padre murió en 1592, y Jorge Juan y sus hermanos lo sucedieron bajo la regencia de su madre Ana María de Suecia. En 1598 los hermanos dividieron los territorios; Jorge Juan II recibió la mitad del territorio de Guttenberg . En 1601 recibió la otra mitad de Guttenberg cuando murió su hermano Luis Felipe. En 1611 heredó el condado de Lützelstein tras la muerte de su hermano Juan Augusto. Jorge Juan murió en 1654.

### Matrimonio e hijos
Jorge Juan se casó con Susana de Sulzbach (6 de junio de 1591-21 de febrero de 1661), hija del conde Otón Enrique, el 6 de junio de 1613 y tuvieron los siguientes hijos:
- Jorge Otón (25 de septiembre de 1614-30 de agosto de 1635).
- Ana María (20 de junio de 1616-13 de septiembre de 1616).
- Juan Federico (5 de septiembre de 1617-21 de febrero de 1618).
- Felipe Luis (4 de octubre de 1619-19 de marzo de 1620).

## Enlaces directos
- Esta obra contiene una traducción  derivada de «George John II, Count Palatine of Lützelstein-Guttenberg» de Wikipedia en inglés, publicada por sus editores bajo la Licencia de documentación libre de GNU y la Licencia Creative Commons Atribución-CompartirIgual 4.0 Internacional.

- Datos: Q84322